# Czatkowy (jezioro)
Czatkowy – małe jezioro w Polsce położone na południowo-wschodnim krańcu Żuław Gdańskich, na północ od Tczewa, na obszarze wsi Czatkowy. Akwen jest kontraktowym łowiskiem PZW w Gdańsku.
Ogólna powierzchnia: 3,4 ha.